# Marcel Dierkens
Marcel Dierkens (Arsdorf, 3 de setembre de 1925 – Oostende, 19 de setembre de 2008) fou un ciclista de carretera i en pista belga-luxemburguès.
De proves per etapes de ciclisme de carretera participà en el Tour de França de 1953 i el de 1954, obtenint com a millor resultat una 3a posició en la 8a etapa de la primera malgrat acabar retirant-se després de 14 etapes. En la segona edició finalitzà en 69a i darrera posició de la classificació general, obtenint així el reconeixement simbòlic de lanterne rouge. De proves menors en guanyà un bon nombre al llarg de la seva trajectòria, com per exemple,el Criterium de Retie (1948 i 1949) la Kortemark (1952 i 1954), la Copa Sels (1952), la Fletxa de Hesbaye a Niel (1952), la Roulers (1952), el Criterium de Beernem (1952 i 1954), el Circuit de les Tres Províncies (1952), el Criterium de Locarno (1953), la Tres dies de Flandes Occidental (1953) i l'Oostrozebeke (1954).
Sent fill de pare belga i mare luxemburguesa obtingué la nacionalitat d'ambdós estats en el moment del seu naixement, i posteriorment feu el servei militar a Bèlgica. El 9 de febrer de 1955, rebé una citació judicial per tal que reconegués la seva nacionalitat luxemburguesa. Al llarg de la seva trajectòria professional de ciclisme de carretera competí en equips com el Bertin-Wolber (1948-1951), el Bertin-D'Alessandro (1952-1954), el Tebag (1955), el Dossche Sport-Titan (1955) i el Dossche Sport (1956). No obstant, l'any 1954 participà en el Tour de França sota un equip combinat austro-luxemburguès de nom desconegut. En ciclisme en pista el seu èxit més rellevant fou el 1r lloc, obtingut juntament amb el luxemburguès Lucien Gillen, a la prova madison («Americana») disputada al Velòdrom de Brussel·les l'any 1949. Després de la seva carrera professional com a ciclista es dedicà a treballar com a controlador de lliuraments i més tard de treballador de revistes a Siemens.